# Cecilia Hansen

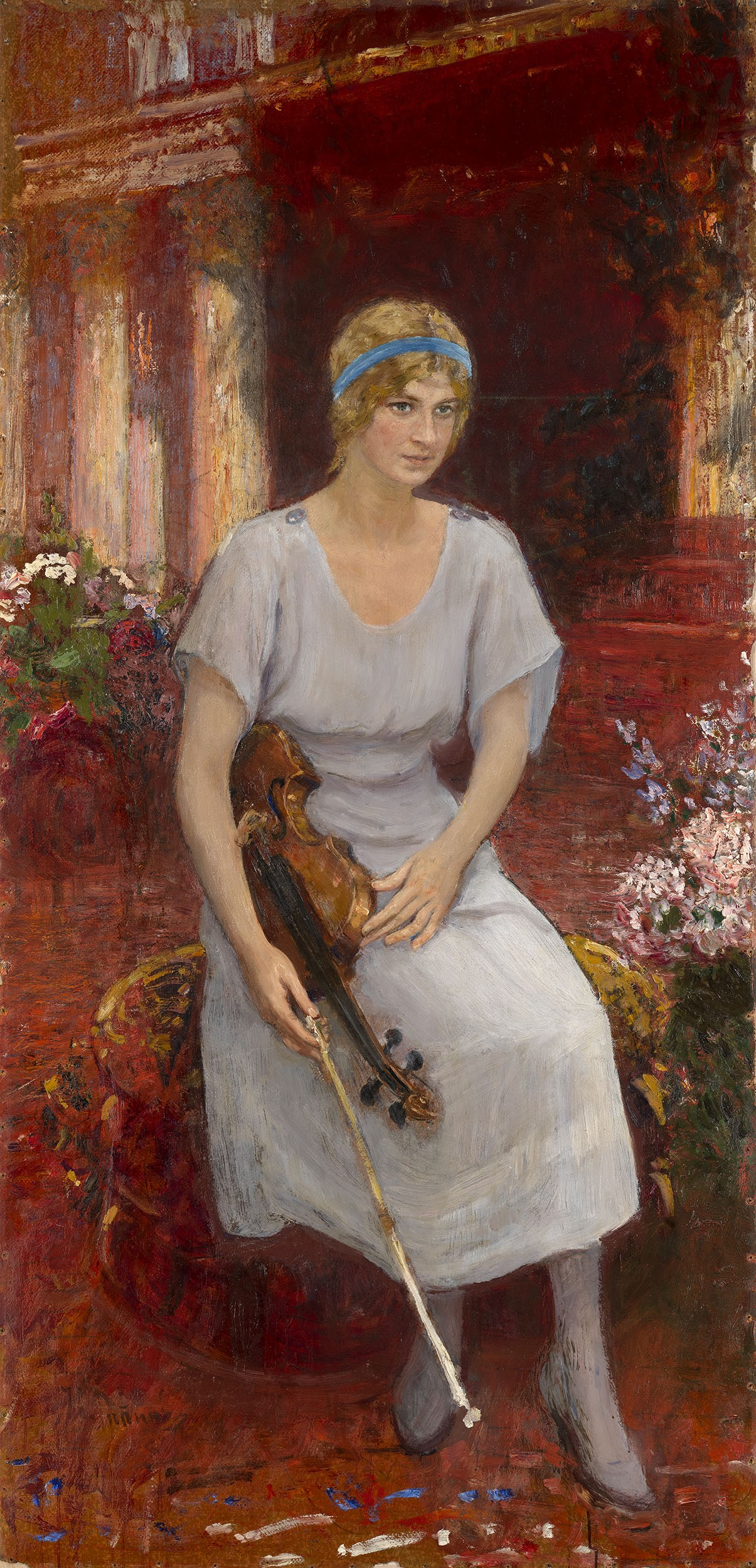
Cecilia Hansen (porträtt av Ilja Repin, 1922)

Cecilia Hansen (ryska: Tsetsilija Genrichovna Ganzen, Цецилия Генриховна Ганзен), född 16 februari (gamla stilen: 4 februari) 1897 i Stanitsa Kamenskaja (numera Kamensk-Sjachtinskij), död 24 juli 1989 i London, var en rysk violinist.
Hansen, vars far var från Sønderjylland, började fyra år gammal att spela piano, senare violin, blev 16 år gammal lärjunge till Leopold von Auer vid Sankt Petersburgs musikkonservatorium och debuterade i samma stad. Hon gav från 1921 med stor framgång konserter runt om i Europa och i USA.